# 221019 Raine
221019 Raine este un asteroid din centura principală de asteroizi.

## Descriere
221019 Raine este un asteroid din centura principală de asteroizi. A fost descoperit pe 13 august 2005 la Wrightwood de James Whitney Young. Asteroidul prezintă o orbită caracterizată de o semiaxă mare de 2,46 ua, o excentricitate de 0,21 și o înclinație de 1,9° în raport cu ecliptica.